# Microcerculus marginatus
Microcerculus marginatus е вид птица от семейство Troglodytidae.

## Разпространение
Видът е разпространен в Боливия, Бразилия, Венецуела, Еквадор, Колумбия, Коста Рика, Панама и Перу.